# Rio Boşneag
O Rio Boşneag é um rio da Romênia afluente do Danúbio, localizado no distrito de Caraş-Severin.